# سوزانا فوگل
سوزانا فوگل (انگلیسی: Susanna Fogel) فیلم‌نامه‌نویس، مؤلف، و کارگردان فیلم اهل ایالات متحده آمریکا است.

## فیلم‌ها
- در جستجوی زندگی (۲۰۱۷)
- بوک اسمارت (۲۰۱۹)
- جاسوسی که از من روی برگرداند (۲۰۱۸)
- خدمه پرواز (۲۰۲۰)
- شخصیت گربه‌ای (۲۰۲۳)
- وینر (۲۰۲۴)